# Paranaenia angolensis
Paranaenia angolensis is een vlokreeftensoort uit de familie van de Photidae. De wetenschappelijke naam van de soort is voor het eerst geldig gepubliceerd in 1925 door Schellenberg.